# Пробудження (Саратовська область)
Пробудження (рос. Пробуждение) — селище у Енгельському районі Саратовської області Російської Федерації.
Населення становить 3448 осіб. Належить до муніципального утворення Новопушкінське муніципальне утворення.

## Історія
Населений пункт розташований у межах українського історичного та культурного регіону Жовтий Клин.
До 1941 року належав до АРСР Німців Поволжя. Орган місцевого самоврядування від 2004 року — Новопушкінське муніципальне утворення.

## Населення
| 2002 | 2010  |
| ---- | ----- |
| 3415 | ↗3448 |